# LZ126 USS Los Angeles

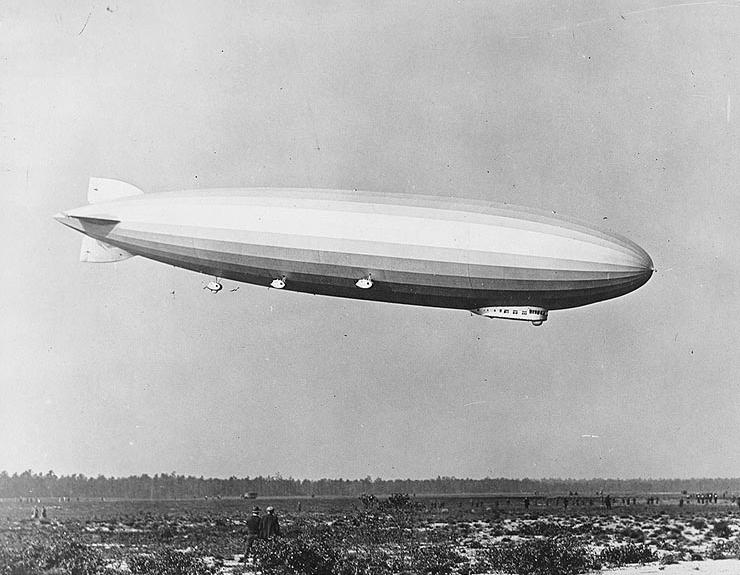
Aankomst van de LZ126 op Lakehurst

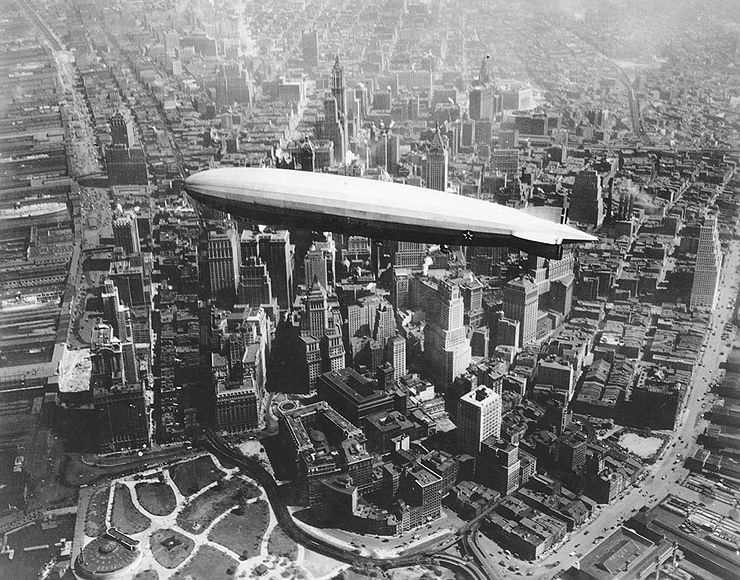
USS Los Angeles boven Manhattan

De USS Los Angeles was een Amerikaanse zeppelin, gebouwd door de Duitse Luftschiffbau Zeppelin, die in oktober 1924 in Lakehurst, New Jersey arriveerde.
Dit luchtschip kwam in dienst bij de Amerikaanse marine onder het nummer ZR-3 (ZR staat voor "Zeppelin Rigid").
In totaal heeft het luchtschip 4398 uur gevlogen en een afstand van 172.400 zeemijlen (319.300 km) afgelegd.
De USS Los Angeles is bij bezuinigingen op 30 juni 1932 buiten dienst gesteld, hoewel hij bedrijfsklaar bleef en voor oefeningen op de grond in gebruik bleef. Op dat moment was de ZRS-4 USS Akron in gebruik en het zusterschip ZRS-5 USS Macon in aanbouw. De USS Los Angeles kon binnen 30 dagen vliegklaar worden gemaakt.
Op 6 januari 1939 werd besloten het luchtschip alleen maar voor grondtests in te zetten. In juni van dat jaar werd een deel van de bekleding verwijderd om het binnenwerk aan bezoekers te tonen. Tussen 20 juni en 8 september, de dag waarop president Roosevelt een beperkte nationale noodtoestand (limited national emergency) uitriep en alle militaire objecten voor bezoekers werden gesloten, was de USS Los Angeles reeds door 44.871 bezoekers bekeken. Op 24 oktober 1939 werd het van de lijst met marineschepen gehaald en op 15 december was het luchtschip gesloopt.